# Palpares venustus
Palpares venustus är en insektsart som beskrevs av Hölzel 1988. Palpares venustus ingår i släktet Palpares och familjen myrlejonsländor. Inga underarter finns listade i Catalogue of Life.